# Macuilacaco
Macuilacaco är en ort i Mexiko.   Den ligger i kommunen Cuetzalan del Progreso och delstaten Puebla, i den sydöstra delen av landet, 190 km öster om huvudstaden Mexico City. Macuilacaco ligger 717 meter över havet och antalet invånare är 119.
Terrängen runt Macuilacaco är lite bergig. Runt Macuilacaco är det ganska tätbefolkat, med 134 invånare per kvadratkilometer. Närmaste större samhälle är Ciudad de Tlatlauquitepec, 19,0 km söder om Macuilacaco. I omgivningarna runt Macuilacaco växer i huvudsak städsegrön lövskog.